# 國際聯盟
國際聯盟，舊譯為國際聯合會，簡稱國聯，成立于1920年1月10日，是第一次世界大战结束，在巴黎和会召开后组成的跨政府组织，也是世界上第一個以維護世界和平為其主要任務的國際組織，為現今联合国之前身。國際聯盟的成立目的如《國際聯盟盟約》所述，包括透過集体安全及軍備控制來預防戰爭，藉由談判及仲裁來平息國際間的紛爭。国际联盟及其他同時期的條約也提到勞動條件、對原住民的公平待遇、人口走私与贩毒、軍備交易、公眾衛生、戰俘待遇，以及保護歐洲的少數族群。1934年9月28日至1935年2月23日期间，國際聯盟达到極盛時期，会员国数量高达58個。
國際聯盟所体现的外交思维反映了數百年來世界外交方式上的根本性轉變。國際聯盟没有自己的武装力量，因而需要依靠當時的大国執行其決議、維持經濟制裁，或是在必要時提供軍隊，然而這些大國未必願意這麼做。經濟制裁也會傷害國際聯盟的成員，因此這些國家不願意配合。美國則因為參議院拒絕接受《凡爾賽條約》，一開始沒有加入國聯。在第二次義大利衣索比亞戰爭時，國際聯盟指責義大利軍隊将国际红十字与红新月运动的醫療帳篷作为攻擊目標，贝尼托·墨索里尼则回應道：「國際聯盟在麻雀大声喊叫時運作的很好，但在老鹰掉下来時一點用都沒有」。
在1920年代國際聯盟有顯著的成功，但是國際聯盟沒有涵蓋到美國，並且其他成員國也來來去去，故終究未能阻止主要3個列強即德國、義大利和日本在1930年代歐洲及東亞的侵略行爲。第二次世界大战的爆發證實，國際聯盟無法起到維護世界和平、避免世界大戰再度發生的作用。國聯歷時了26年，最終于1946年4月20日被新成立的联合国所取代。此外，联合国繼承了一些國際聯盟成立的機構及組織。

## 起源

### 背景

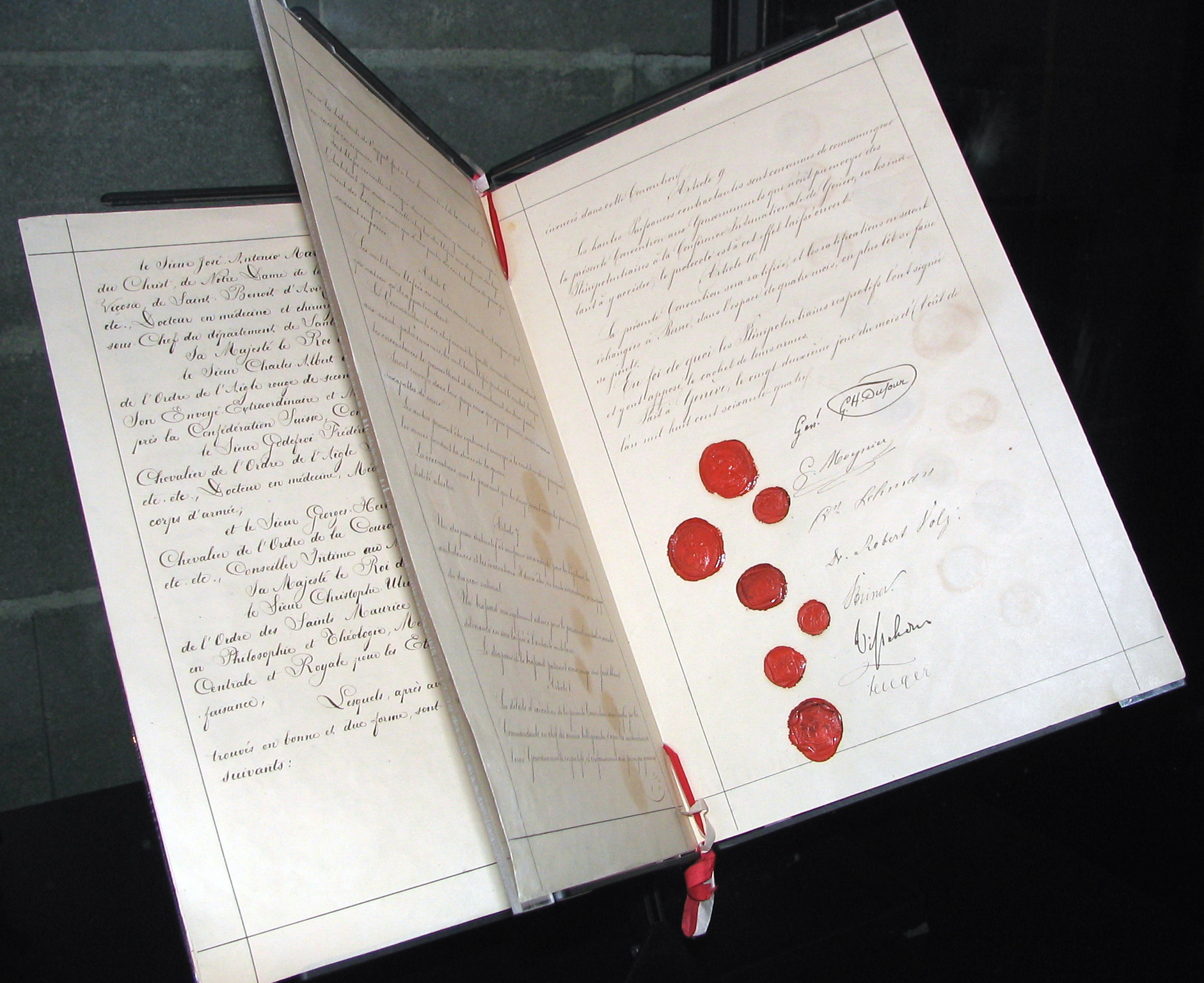
1864年《日内瓦公约》，国际法最早的公约之一。

早在1795年就有跨国家构成的和平社区的概念提出。当时伊曼努尔·康德所撰写的《论永久和平》大略敘述了一個想法，由国家联盟在国家之间控制冲突及宣揚和平。康德主张建立和平的世界社区，不是某种意义的世界政府，而是希冀每个国家都要宣称自己是尊重本国公民、像理性存在的同胞一樣欢迎外国访客的自由国度，藉此在全世界传播和平。
以促进集体安全为目的国际合作源自19世纪拿破仑战争后发展而来的欧洲协调，其试图维持欧洲国家间的现状以避免战争。这一时期也见证了国际法的发展。日内瓦公约创制了法律来处理战时人道援助，而1899年和1907年的海牙公约则规定了战争的規則及国际争端的和平解决方法。
作为国际联盟的前身，各国议会联盟是由和平活动家威廉·兰德尔·克里默和弗雷德里克·帕西在1889年建立的。它由各国（24个有议会的国家）三分之一的议会成员担任各国议会联盟的成员。它的目的是鼓励各国政府以和平手段解决国际争端。每年都会举行会议来帮助各国政府改进国际制裁流程。它的结构包括一个将会在联盟的结构中反映出来，由总统领导的一个理事会。
20世纪初期，两个权力集团从欧洲大国之间的联盟中出现。正是这些联盟，在1914年第一次世界大战开始时，使所有主要的欧洲大国陷入冲突。这是欧洲工业化国家之间的第一次重大战争，也是西欧第一次将工业化（例如大规模生产）的结果用于战争。这产生了现代化武器的工业化战争的结果，加上19世纪落后的战略，导致了这次战争产生了人类世界前所未有的伤亡：850万士兵死亡，约2100万人受伤，1000万平民死亡。
当战争的硝烟在1918年停止，战争已经对人类世界产生了极大影响，欧洲的社会、政治和经济制度遭到了极大破坏。人民的身心健康也受到了极大影响。反战情绪在全世界上升；第一次世界大战也因此被人们描述为“一场以战止战的战争”，并对其产生的可能原因进行了深刻探究。所确定的原因包括：军备竞赛、联盟、军国主义、民族主义、秘密外交，以及各主权国家为己方利益进入战争。一个可行的补救办法是设立一个国际组织，其目的是通过裁军，公开外交，国际合作，限制战争的发动以及規範发动战争的惩罚，以防止未来的战争。

### 初步建议

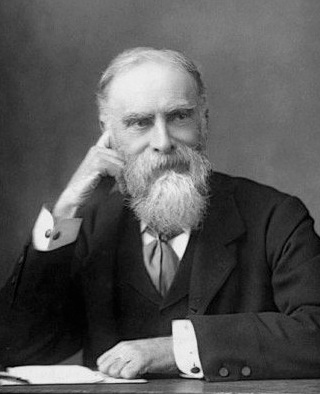
國際聯盟最早倡導者之一布萊斯勳爵

在第一次世界大战伊始之际，通过建立国际组织来避免战争再次爆发的提议获得了广泛的民众支持，特别是在英国和美国。1914年，英国政治学家戈茲沃西·洛斯·迪金森创造了“国际联盟”这个术语并为之起草了一个方案。在国联联盟被建立之后，他和布萊斯勳爵带头建立了名为布莱斯集团的国际主义和平主义者团体。这个团体的公众影响力逐渐增大并在当时执政的自由党中作为一个压力集团。在迪金森的1915年小册子《战争后》他写下了他的“和平联盟”，它本质上是一个仲裁和调解的组织。他感觉到二十世纪初的秘密外交引起了战争，因此他写道：“我相信当外交政策问题为公民所悉知并受社会舆论所控制时，战争发生的可能性会按比例降低”。布莱斯集团的提议在英国和美国都流传得很广，并对新兴国际运动造成了重大的影响。
1915年，威廉·霍华德·塔夫脱等一众志同道合者在美国设立类似机构强制和平同盟会，基本上遵照布莱斯集团的提议。同盟会提倡在冲突解决和制裁侵略国时采取仲裁手段。然而，这些早期组织没有设想持续运作的机构，除了英格兰的费边社，其他保持法律主义做派，将国际机构限制为法院。费边社率先主张设立国家“议会”，必须由大国裁决国际事务，同时提出设立常设秘书处，增强跨界活动的国际合作。
英国外交及聯邦事務大臣阿瑟·貝爾福在罗伯特·塞西尔的倡议下，于1918年初率先受委托正式报告这项提议。英国委员会终于在1918年2月被任命。它由沃尔特·菲利莫尔（被称为菲利莫尔委员会）领导，但也包括艾尔·克罗、威廉·泰瑞尔和塞西尔·赫斯特。所谓的菲利莫尔委员会的建议包括建立一个“盟国会议”，以便对争端进行仲裁并对违法国家实行制裁。这些建议经英国政府批准，委员会的大部分结果后来被纳入国际联盟公约。

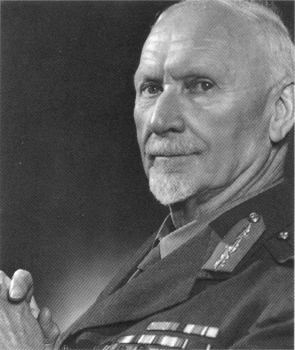
扬·史末资帮助起草了国际联盟的公约。

法国人还在那年6月起草了一份影响深远的建议；他们主张召开一次议会年度会议解决所有争端，以及建立一支“国际军队”执行其决定。
美国总统伍德罗·威尔逊命令爱德华·M·豪斯去起草一个能够同时反映威尔逊本人的理想主义的观点和菲利莫尔委员会的工作成果的美国方案。豪斯的工作成果和威尔逊的初稿，提出了终止那些“不道德”的国家行为，包括间谍和失信的形式。对于那些抵制的国家的强制性措施将包括严厉的举措，诸如“封锁和关闭那个政权的边境，使其不能与世界任何地区进行商贸和对外交流，以及使用可能必要的任何力量……”
国际联盟公约的两个主要的起草者和建筑师是罗伯特·塞西尔勋爵（律师和外交官）和扬·史末资（英联邦发言人）。史末资的建议包括成立一个包括作为永久成员国的大国和一批非永久的被选中的小国在内的理事会。他还建议成立一个被称为“国际联盟托管地”的系统以管理在第一次世界大战中被同盟国占领的地区。塞西尔则重视国联的管理方面，并提出了一年一度的理事会会议和四年一度的全体成员国大会的制度。他还主张成立一个庞大且常设的秘书处来执行国联的行政职责。

### 成立
在1919年举办的巴黎和会上，扬·史末资、罗伯特·塞西尔和伍德罗·威尔逊提交了草案。各國代表經過長時間談判，休斯特-米勒草議最終成為國際聯盟公約的依據。隨著更多的談判和協商，各國代表最終在1919年1月25日批准了用以建立國際聯盟的提案。最終的國際聯盟公約由一個特別委員會起草，聯盟籍著凡尔赛条约第一部成功建立。在1919年6月28日，44個國家簽署了盟約，包括參與戰爭支持三國協約或在中途參與戰爭的31個國家。
聯盟會組成一個常務大會（代表所有成員國），一個行政會議（成員只限於主要國家），以及一個常設秘書處。成員國理應對其他成員國的領土完整“表示尊重並保留對外的侵略”，以及裁军至僅為保護國土安全的水平。聯盟要求所有成員國在發起戰爭之先提交仲裁訴仲或司法調查。行政會議將會建立一個負責對爭議作出審決的常设国际法院。
雖然威尔逊設立及推廣聯盟的努力令他在1919年獲頒诺贝尔和平奖，但美國還是沒有加入。協議在美國參議院遭到反對，尤其是兩位共和黨政治家亨利·卡伯特·洛奇及威廉·博拉，同時也對公約第十條有所看法，確切地導致美國不批准該協議。
联盟于1920年1月16日在巴黎举办了第一次理事会会议，而在此前6天，凡尔赛和约以及国家联盟公约即开始生效。在1920年的11月1日，联盟的总部所在地由伦敦迁至日内瓦威爾遜宮，并于1920年11月15日在此举办了第一次國際聯盟大会，有41個國家代表出席。

## 語言及標誌
國聯的官方語言是法文、英文及西班牙文（1920年起）。國聯雖然曾經考慮採用世界語作他們的工作語言，並積極鼓勵使用世界語，不過這個提議卻未曾付諸實行。羅伯特·塞西爾勳爵在1921年提出一份在會員國的公立學校引入世界語課程的建議書，而國聯則委託一個委員會撰寫有關的研究報告。委員會在兩年後提交的報告建議採納塞西尔的提議，這得到了11國代表的同意。法國代表加布里埃尔·阿诺托卻對此提出最強烈的反對意見，他批評這項建議的其中一個原因就是捍衛他認為已經成為國際語言的法語。這項建議最終因為上述的反對聲音而不獲接納。
國聯並無自己的旗幟和標誌。1920年，國聯提出關於建立官方標誌的議案，但會員國之間仍未達成共識，議案不了了之。但國際組織在自己活動裡就使用另類旗幟和標誌。1929年，國聯舉行國際徵稿比賽來徵集標誌圖案，後來未能定出標誌方案。最後要等到1939年才出現半官方徽章，徽章中間綴一個內有兩個五角星的藍色五角形。五角形及五角星都象徵五大洲及五個種族，五個種族分別為剛果人種（黑色人種）、高加索人種（白色人種）、蒙古人種（黃色人種）、澳大利亞人種（棕色人種）及開普敦人種。旗幟上亦印有徽章，旗幟上方和下方分別寫有國聯的英文名稱（League of Nations）和法文名稱（Société des Nations）。旗幟曾在1939至1940年紐約世界博覽會的建築物上使用。

## 主要机构

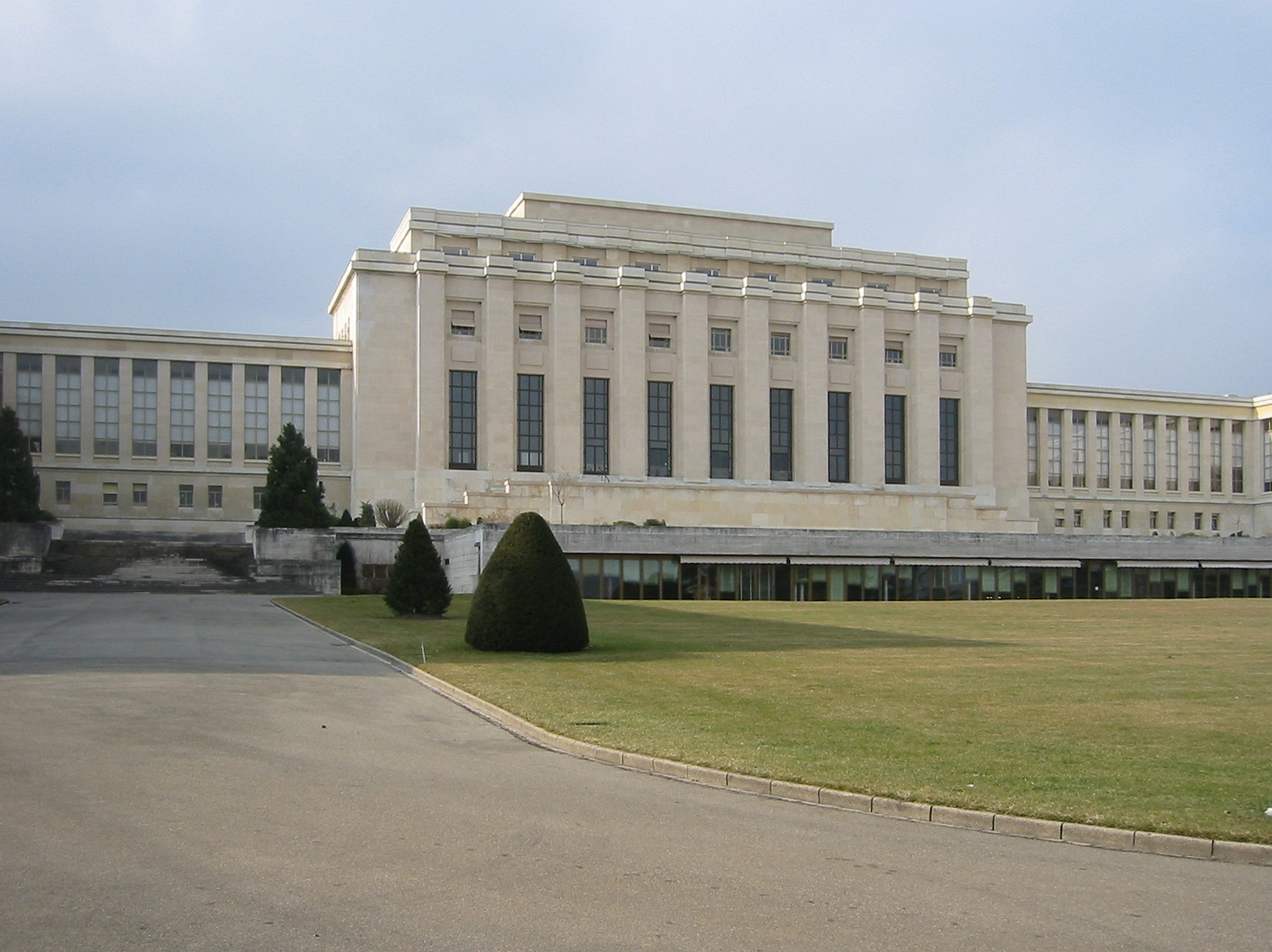
位在日内瓦的万国宫，國際聯盟在1936年至1946年將總部設在万国宫

國際聯盟的主要機構包括理事會、全體大會及常設秘書處，國際法庭及國際勞工組織也相當重要，此外还有許多附屬機構及託管委員會。所有機構的預算是由全體大會分配。理事會和全體大會之間的關係沒有明確的定義，以及理事會和全體大會兩者的權限也沒有明確的定義。二個機構都可以處理國際聯盟權限範圍內的事務，或者是影響世界和平的事件。詳細問題和任務都可以參考那二個機構。理事會和全體大會的決策都要求一致，只有一些程序性的事務，或是像允許新成員加入之類的特殊情形才允許例外。這個要求反映了國際聯盟在其成員國主權上的一個信念：國際聯盟是透過各國的同意來尋求解決方案，而不是透過某些國家的命令。但是，如果成員國之間涉及爭議，涉及爭議的成員國在決策上毋須達成一致。
理事會，也称为行政院，是國際聯盟的執行單位，理事會在1920年成立之初是由四個常任理事國（英國、法國、義大利及日本）及四個非常任理事國組成，非常任理事國每三年一任，由全體大會選舉產生。第一屆大會選舉產生的非常任理事國為西班牙、比利時、巴西及中華民國。理事會的組成隨著不同時期而有變。非常任理事國在1922年9月22日決定次年開始增加為6個，在1926年9月8日以後增至9個。德國的沃纳·丹克沃特一直希望德國可以加入國際聯盟，後來在1926年加入，而且變成第五個常任理事國。再後來德國及日本於1933年都退出國際聯盟，非常任理事國席次由9個增至10個，1936年又增加為11個，同时蘇聯在1934年即成為常任理事國，因此理事會共有15國。理事會平均一年開會5次，若有特殊需求可以加開臨時會。在1920至1939年之間共開了107次的會議。
全體大會由各成員國的代表組成，每個國家最多可以有三個代表及一票的投票權。第一次的全體大會是於1920年在日內瓦舉行，以後每年的九月開一次全體大會。全體大會的特殊工作包括接受新成員國的加入申請，定期選舉理事會非常任理事國，選舉常設國際法院法官，以及控管國際聯盟的預算。全體大會指導國際聯盟的整體運作。
常設秘書處設置在國際聯盟位在日內瓦的總部，由許多不同領域的專家組成，受常設秘書處秘書長的指導。常設秘書處主要分為政治、財政及經濟、運輸、少數民族及託管（託管薩爾及格但斯克）、委任统治、裁军、衛生、社會（鴉片、贩卖妇女和儿童）、学术合作及國際部門、法律以及資訊。秘書處中的員工需準備理事會和全體大會的議程、發佈會議的報告以及其他例行性的內容，工作上類似國際聯盟的公務員。在1931年時其員工有707人。

### 其他机构

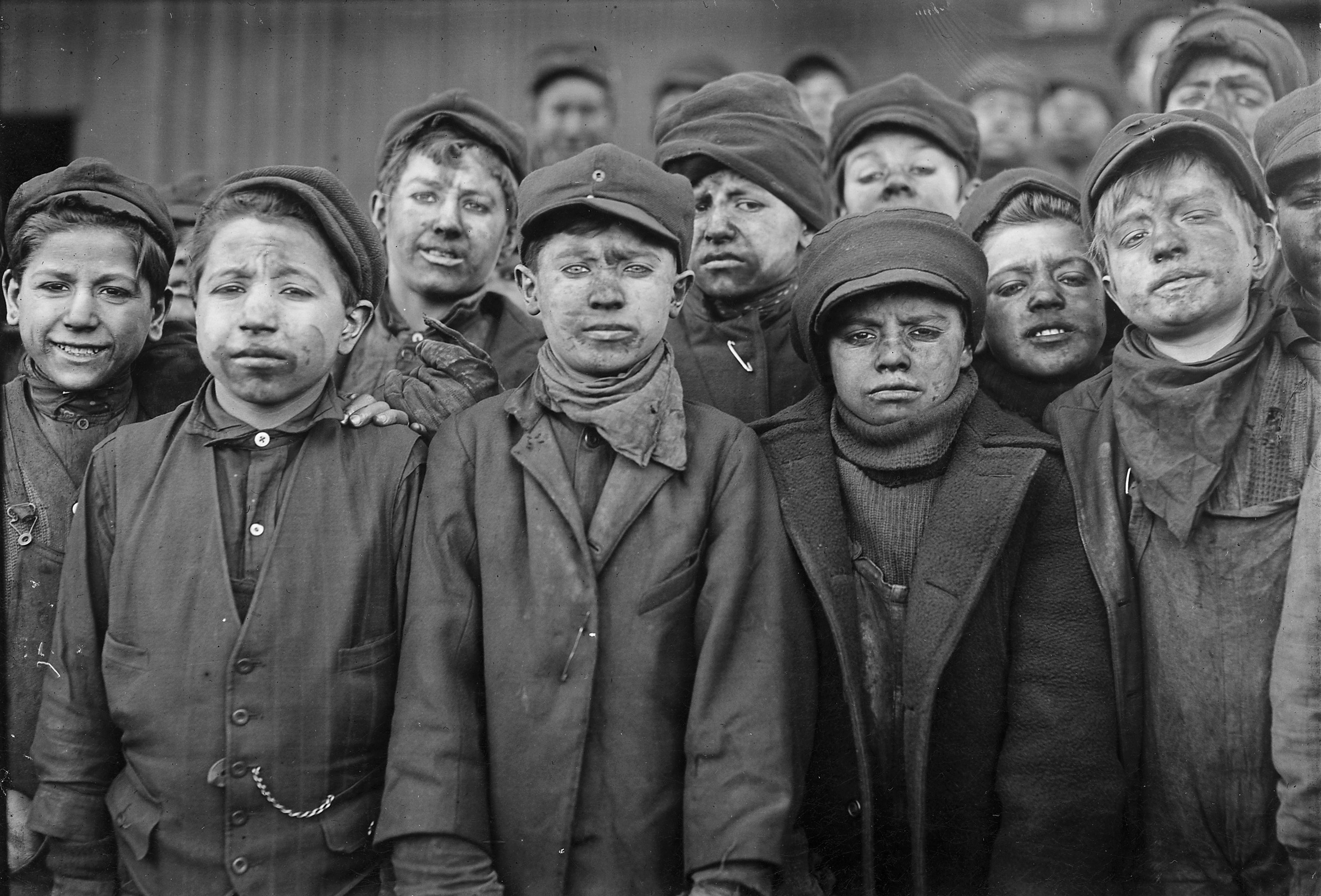
1912年拍摄的美国童工

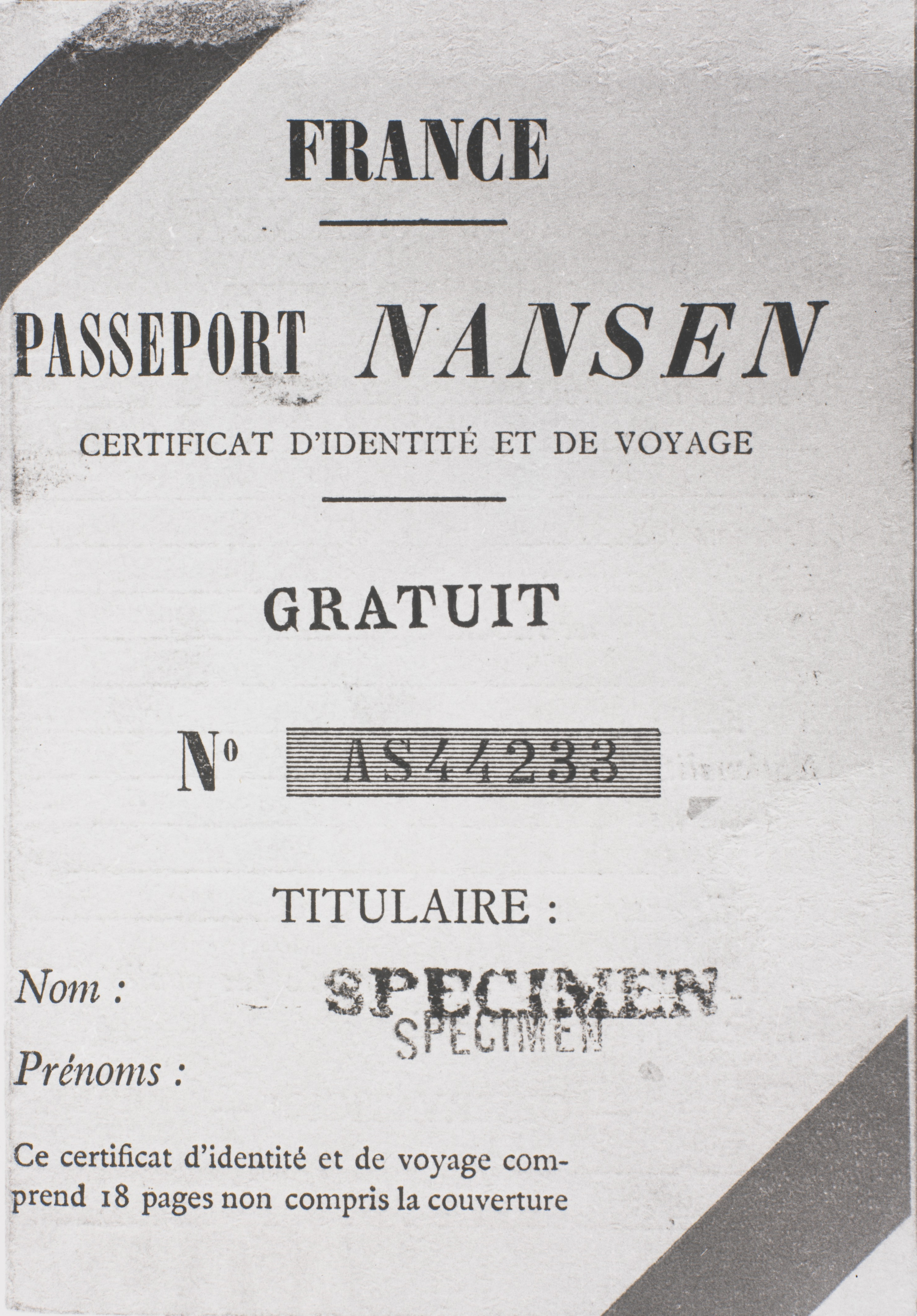
南森護照的一個樣本

国际联盟监管了国际常设法院和其他几个为处理紧急国际事务而设立的机构与委员会，包括：裁军委员会、卫生组织、国际劳工组织（ILO）、托管委员会、国际知识产权合作委员会（联合国教科文组织的前身）、常设中央鸦片委员会、难民委员会、奴隶委员会。第二次世界大战后，一些机构在联合国得以延续，它们是国际劳工组织、国际常设法院（成为国际法院）、卫生组织（改组为世界卫生组织）。
国际常设法院是按照盟约規定，但不是由盟约建立。行政會議和常務大會負責建立法院章程及選舉法官，资金則由常務大會提供。法院會審理和裁決所有受各方關注而提出的國際爭端。除了此外，它還可以就理事會或大會提交的任何爭端或問題發表意見。在指定的寬鬆條件下法院服務亦對全球所有國家開放。
国际劳工组织於1919年根據《凡爾賽條約》第十三部份成立。雖然國際勞工組織與國際聯盟擁有相同的成員國，而國際勞工組織的預算亦由國際聯盟大會控制，但它是一個自治組織，有自己的管理机构、大會和秘書處。其憲章與國際聯盟亦有不同：国际劳工组织的代表不單代表政府，但亦代表僱主和工人團體。艾伯特·托馬斯是国际劳工组织首任總幹事。
国际劳工组织成功地限制了涂料中铅的添加，并且说服了许多国家采用八小时工作制和每周工作四十八小时。它还争取终结儿童劳工、提高妇女工人的权利、确定船難事故中涉事海员的船主责任。在国际联盟解散后，国际劳工组织在1946年成为联合国的机构之一。
国际联盟的卫生组织分为三个部分：卫生局包含国际联盟的常设官员，总顾问会议是一个由医学专家组成的执行机构，还有健康委员会。健康委员会的目的是：进行调查，监管国际联盟在卫生工作方面的操作，以及准备将要被提交到总顾问会议的工作。 该机构关注于根除麻风病、疟疾和黄热病，而后两者则是通过开展国际灭蚊运动来推动的。卫生组织还与苏联当局合作成功地预防了斑疹伤寒的流行，包括组织一场盛大的教育运动。
从创建伊始国际联盟就非常重视国际间的学术合作问题，於1920年12月，国联第一次全体大会就建议理事会设立一个着眼于学术合作的国际组织，这一提案由第二次全体大会第五委员会提出并得到采纳。1922年8月经由国联邀请组成的学术合作委员会在日内瓦召开会议，法國哲學家亨利·柏格森擔任該委員會的首任主席，該委員會的工作包括：了解学术活动的现状、协助学术活动薄弱的国家、在各国创立学术合作委员会、与国际间的学术组织展开合作、维护知识产权、促进大学之间的合作、协调出版物的建目和国际交换、以及推行考古研究方面的国际合作。
根据修订版的国际鸦片公约，常设中央鸦片委员会需要监督鸦片、吗啡、可卡因和海洛因的贸易统计报告。该委员会还建立了一套进出口证书授权体系以监督合法的麻醉药品交易。
國際聯盟奴隶委员会则寻求在全球范围内终结奴隶制、奴隶交易以及强迫卖淫。其主要的成就在于成功的促使国联托管地区政府废除了奴隶制。1923年埃塞俄比亚成为国联成员，条件是承诺终止奴隶制，该委员会还废止了利比里亚的强制劳役与部落奴隶制。英国对于埃塞俄比亚加入国联颇有微词，他们认为“埃塞俄比亚的开化程度和内部的安全状况尚达不到加入国联的标准”。
国联还成功的将坦噶尼喀铁路筑路工人的死亡率从55%降至4%。国联以详细的记录来遏制奴隶制、卖淫以及人口贩卖。国联带来的压力一定程度上促使这些国家废除了奴隶制： 阿富汗（1923）、 伊拉克（1924）、 尼泊尔（1926）、外约旦酋长国（1929）、 伊朗（1929）、 巴林（1937）、 埃塞俄比亚（1942）。
在弗里乔夫·南森的领导下，以维护难民利益为己任的难民委员会于1921年6月27日成立，其主要职能为监督难民的遣返工作，如果有必要，也会承担安置工作。一战结束之后，有200到300万来自同盟国各个国家的战俘散布在俄罗斯境内；经过难民委员会两年的努力，有425000人最终得以重归故里。1922年，难民委员会在长期陷于难民危机的土耳其设立办事处，以帮助其度过眼前的饥馑并防止可能的疫病。他们还为无国界难民发放了一种南森护照以作身份辨识。
妇女法律地位调查委员会致力于调查世界各地女性的社会地位，它始建于1937年，后来成为联合国妇女地位委员会。
第一次世界大战结束后，所有欧洲国家的经济状况几乎崩溃。但是国际联盟公约中对于经济问题却很少提及。不过，1920年国际联盟理事会组织了一次金融方面的会议，其目的是找到解决货币问题的方案，并促进商品和资金的流通。国际联盟第一次全体会议决定建立一个经济金融咨询委员会来向会议提供相关信息。1923年，经济金融组织（Economic and Financial Organization）成为国际联盟的常设机构。

## 會员国

1920–45年間,國際聯盟的成員

國聯42個創始會員國當中，有23個（如計入自由法國則有24個）會員國一直留在國聯，直至國聯在1946年解散為止。另外6個國家也在國聯創立當年加入，不過當中只有兩個國家在國聯運作期間一直留在國聯。之後加入國聯的國家還有15個。1934年9月28日厄瓜多爾加入至1935年2月23日巴拉圭退出期間是國聯成員國數量最多的時候，當時國聯共有58個會員國。
蘇聯在1934年9月18日成為國聯會員國，卻於1939年12月14日因為侵略芬蘭而被逐出國聯。國聯在驅逐蘇聯這件事上破壞了自身的規定：理事會15個理事國當中，只有7個理事國（英國、法國、比利時、玻利維亞、埃及、南非和多明尼加共和國）投票支持開除會籍，未過半數，不符合盟約的規定。其中三個理事國（玻利維亞、埃及及南非聯邦）在投票前一日才剛剛當選理事國。這次行動是國聯最後一輪行動當中的一項，之後它就因為第二次世界大戰而停止實際運作。
埃及在1937年5月26日成為最後一個加入國聯的國家。于1920年12月16日加入、1925年1月22日退出的哥斯達黎加是国联第一個永久退出國聯的會員國，也就是加入之後最快退出國聯的會員國；巴西是第一個退出國聯的創始會員國（1926年6月14日），而海地則是最後一個（1942年4月）。在1932年加入的伊拉克是第一個前身是國聯託管地的國聯會員國。

## 托管地
第一次世界大戰末期，協約國需要要處置此前德國在非洲和太平洋占領的殖民地，以及並非以土耳其人為人口主體的省分。其後的和會採納了把這些土地分給各國政府代表國際聯盟管轄的提議——換句話說，由個別國家在國際監督下負起管治這些地區的責任。這個國際聯盟託管地計劃，由英、法、美、意、西、日等國官員組成的「十人委員會」在1919年1月30日採納並轉交予國際聯盟大會。
國際聯盟託管地是根據國際聯盟公約第22條成立的。一個永久的託管委員會監管這些託管地的運作，並在有領土糾紛的地區安排公投，讓居民自行決定加入哪個國家。託管地根據當時人口和發展情況而分成三個不同的等級，即第一等（A）、第二等（B）和第三等（C）。

第一等託管地（實施於前屬鄂圖曼帝國的部分地區）是屬於一種「特定的團體」：
前属奥斯曼帝国之各民族其发展已达可以暂认为独立国之程度，唯仍须由受任国予以行政之指导及援助，至其能自立之时为止。对于该受委任国之选择，应首先考虑各该民族之愿望。 ——《国际联盟盟约》第二十二条

第二等託管地實施於前德國殖民地，其在第一次世界大戰後由國聯負責。這些託管地被描述為「人民」：
其他民族，尤以中非洲之民族，依其发展之程度，不得不由受委任国负地方行政之责，惟其条件为担保其信仰及宗教之自由，而以维持公共安全及善良风俗所能准许之限制为衡，禁止各项弊端，如奴隶之贩卖、军械之贸易、烈酒之贩卖并阻止建筑要塞或设立海陆军基地，除警察和国防所需外，不得以军事教育施诸土人，并保证联盟之其他会员国在交易上、商业上之机会均等。——《国际联盟盟约》第二十二条

西南非洲和某些南太平洋島嶼以第三等託管地的名義被國聯的會員國控制。它們被歸類為「領土」：
此外土地如非洲之西南部及南太平洋之数岛或因居民稀少，或因幅员不广，或因距文明中心辽远，或因地理上接近受委任国之领土，或因其他情形最宜受制于委任国法律之下，作为其领土之一部分，但为土人利益计，受委任国应遵行以上所载之保障。——《国际联盟盟约》第二十二条

### 协约国集团
这些区域在被认为有能力自治之前，一直由托管国治理，比如英国的巴勒斯坦託管地和南非聯邦的西南非洲。七个托管国（英国，南非联邦，法国，比利时，新西兰，澳大利亚和日本）共需管辖十四个托管地。除了1932年10月3日加入国际联盟的伊拉克王國外，这些区域到第二次世界大战结束后都还未获得独立。联盟解散后，他们成为了联合国托管领土，最晚的托管期到1990年才完结。
除了这些托管地之外，联盟自己曾管辖萨尔长达15年，后来它因全民公投回归德国。但澤自由市（今属波兰的格但斯克）在1920年11月15日至1939年9月1日之间也曾被联盟管辖。

## 解决领土争端
在第一次世界大戰之後，戰爭遺留了很多問題予各個國家解決，包括國界的準確位置及國家特殊區域的問題。而當中大多數問題都會交予協約國中一些組織（如協約國最高議會，Allied Supreme Council）處理，但協約國傾向將小數很難解決的問題轉介予國聯。換句話說，於1920年代的首三年內，國聯在一戰帶來的混亂上，只參與了一小部份。由國聯解決的問題包括由巴黎和平條約指派的一些國界及特殊區域問題。
隨著國聯的發展，它的角色日漸擴大。在1920年代中期，國聯成為國際活動的中心。此改變可以在國聯與非會員的關係上見到，如美國和蘇聯在國聯的參與度漸增。在1920年代後半期，法國、英國及德國都利用國聯作他們外交活動的焦點，同時她們的秘書代表都會出席在日內瓦的會議。她們亦利用國聯的機構來改善關係和解決她們的不同之處。

### 奥兰群岛
奥兰位处瑞典和芬兰之间，是一个拥有6500个岛屿的群岛，島上的居民大部分講瑞典語，但是在1809年時，與芬兰一起併入俄罗斯帝国。1917年12月，俄羅斯爆發十月革命，芬蘭在此混亂中宣布獨立。此時大部分的奥兰人希望重新回歸到瑞典，然而芬蘭政府認為奥兰是他們的一部分。1920年，因為此爭議有爆發戰爭的可能，英國政府把此問題提交到聯盟法院，希望解決此糾紛，但芬蘭則以此事是芬蘭內政為由，阻止國聯介入此事。國聯设立了一個小型委員會來國聯是否應對此事進行調查，结果为贊成调查。于是国联设立了一個中立委員會。 1921年6月，國聯公佈決定：奧蘭群島應維持芬蘭的一部份，但芬蘭須保證要保護當地島民，包括實行非軍事化。在瑞典反對下，這個協議成為歐洲第一個直接由國聯通過的國際協議。

### 上西利西亞
協約國在不能解決上西里西亞土地的爭論下，就將問題交予國聯處理。 一戰後，波蘭對當時已屬於普魯士的上西里西亞提出主權的要求，國聯曾建議在上西里西亞公民投票，以決定是否成為德國和波蘭的一部分領土。對德國當局態度的不滿情緒引發民眾暴動，並導致1919及1920年的首兩次西里西亚起义。1921年3月20日的公民投票中，59.6%票數支持上西利西亞歸屬於德國，而波蘭則認為這次公投的外在條件並不公平。此次公投的結果最終引起1921年的第三次西里西亞起義。
1921年8月12日，國聯被要求解決這個問題；國聯設立了一個由比利時，巴西，中國和西班牙代表組成的委員會，以對這情況進行調查。委員會建議上西里西亞應根據全民投票中人民對波蘭及德國的偏好分裂成兩國各自的屬地，並另行商討兩地間互動的細節，例如：因兩個區域的經濟和工業有著相互依賴性，貨物是否應自由通過邊界。 1921年11月，國聯在日內瓦舉行了一次會議，以談判德國和波蘭之間的公約。在五次會談之後終於達成共識：上西里西亞的大部分地區交予德國管轄，但屬波蘭的部分則掌管整個地區大部分礦產資源及工業。當這項協議在1922年5月公開時，德國表示了極大的不滿，但兩國仍然承認該條約。這一項協議直至第二次世界大戰開始為止，為上西里西亞地區帶來了和平。

### 阿爾巴尼亞
阿爾巴尼亞的邊界在巴黎和會上並未被劃分，这一问题后被留給國聯決定。然而，到了1921年9月，国联仍然還沒定案，这造成了不穩定的局面。希臘軍隊仍保持在南阿爾巴尼亞的軍事行動。與北邊的阿爾巴尼亞人起衝突之後，南斯拉夫王國的軍隊也參與了這场紛爭。国际联盟派去了由各方势力代表组成的委员会。1921年11月，国际联盟决定阿尔巴尼亚的国境应与其1913年的国境大致相同，其在国境的划分上有三个有利于南斯拉夫的微小变动。尽管被抗议，南斯拉夫军队数周后还是撤退了。
阿尔巴尼亚的边境的边界在1923年又一次成为国际纷争的原因。1923年8月24日，意大利将军恩里科·泰利尼及其四名同伴在希腊和阿尔巴尼亚新定的边界被暗杀。此事激怒了意大利首相墨索里尼，他要求一个委员会在五天之内调查出该事件的真相。无论调查结果如何，墨索里尼要求希腊赔款5000万里拉，希腊方面称除非该罪行被证明是希腊人所谓，否则不会赔款。
墨索里尼派出一艘军舰炮轰希腊的克基拉岛，意军于1923年8月31日占领该岛。这违反了国际联盟的盟约，所以希腊向国联申诉请求解决该问题。但協約國在墨索里尼的堅持下，認為任命恩里科·泰利尼的大使会议有責任調停事件。國際聯盟理事會審查有關爭端後，將他們的發現轉交大使會議作最終決定。會議最後接受聯盟大部份的建議，要求希臘向意大利賠償5,000萬里拉，但暗殺恩里科·泰利尼的兇手仍然未能找到，意大利軍隊其後撤出科孚島。

### 梅梅尔
在梅梅尔（即现在的克莱佩达）及其周边地区的港口城市中，由于主要居民都是德國人，所以在一戰結束後，根据《凡尔赛条约》第99条受協約國管治。法國和波蘭政府都贊成將梅梅爾设立为国际城市，但立陶宛要求兼并此地。梅梅爾的控制權至1923年仍然未决，这就促使了立陶宛軍隊于1923年1月入侵并佔領此港口。在同盟国未能得到立陶宛的同意之后，他们把问题归咎于国际联盟。1923年12月，联盟委员会任命了一个调查委员会。委员会选择把梅梅尔交给立陶宛，并给予该地区自治权。1924年3月14日，联盟委员会批准了克莱佩达公约，随后同盟国和立陶宛也批准了。1939年，纳粹德国对立陶宛下了最后通牒之后重新占领了该地区，在战争的威胁下要求该地区回归。国际联盟未能阻止梅梅尔地区脱入德国。

### 哈塔伊
在國際聯盟的監督下，位於法屬敘利亞託管地的桑贾克伊斯肯德倫於1937年被賦予自主權。在上個月議會選舉結束後，更名為哈塔伊，並於1938年9月宣布獨立，成立哈塔伊共和國。隨後在法國的同意下，土耳其於1939年6月將其吞併。

### 摩蘇爾
1926年，國際聯盟解決了在伊拉克王國和土耳其共和國在前鄂圖曼土耳其帝國省分摩蘇爾的主權爭議。英方曾于1920年授权国际联盟托管伊拉克，表示因此代表着伊拉克的外交，而摩苏尔属于伊拉克。另一方面，新立国的土耳其共和国声称该省是历史心脏地带的一部分。由比利时、匈牙利和瑞典会员组成的国际联盟调查委员会于1924年被派遣至该地区。据表明，摩苏尔人不想加入土耳其或伊拉克，如果必须选一个，他们会选伊拉克。1925年，委员会建议该地区在英国托管伊拉克25年的前提下，留在伊拉克，保障库尔德人的自治权。联盟议会于1925年12月16日采纳建议，决定将摩苏尔划分给伊拉克。尽管土耳其接受了国际联盟在1923年《洛桑条约》中的仲裁，但拒绝了该决议，质疑理事会的权利。事件上交到常设国际法院。法院裁定理事会作出一致决定必须接受。尽管如此，1926年6月5日 ，英国、伊拉克和土耳其单独制订了一份单独的条约，极大程度上遵循联盟议会的决定，也将摩苏尔划分给伊拉克。虽然条约得到同意，但伊拉克仍可在25年内申请加入联盟，一经接纳，托管结束。

### 維爾紐斯
第一次世界大戰後，波蘭和立陶宛宣布獨立後不久便陷入主權爭議之中。波蘇戰爭期間，立陶宛與蘇聯簽訂了蘇俄-立陶宛和平條約，和約內規定蘇俄承認立陶宛獨立，換取立陶宛允許蘇俄軍隊在立陶宛國內自由行動 。這個協議讓立陶宛得以控制以波蘭人居多的舊首都維爾紐斯。立陶宛和波兰之间日益加剧的紧张局势引起了对两国重新爆发战争的担忧，1920年10月7日，联盟促使两国谈判设立了停火和边界线并达成蘇瓦烏基協議。然而在10月9日，仅仅两天后盧齊昂·傑里哥斯基将军带领波兰军队强行撕毁和约，占领了维尔纽斯并建立了中立陶宛共和國。
立陶宛只能向国联请求援助，国联理事会在收到求助后呼吁波兰从维尔纽斯撤军。波兰政府表示将响应呼吁，从该区域撤军，然而之后却派出了更多波兰军队驻守在维尔纽斯。这促使国联认为维尔纽斯的未来应该由当地居民通过公民投票来决定，而波兰的武装力量应该撤离，并由国联组织的国际部队代替驻守。然而，由于波兰，立陶宛以及苏联都不希望有任何国际部队驻扎进立陶宛，该计划遭到三个国家一致反对。于是在1921年3月国联放弃了让维尔纽斯全民公投的计划。随后保羅·海曼提议在波兰和立陶宛之间建立联邦的提案也以失败告终，之后在1922年3月维尔纽斯以及周边的地区正式被波兰吞并。在立陶宛占领了克萊佩達地區后，1923年3月14日，大使会议召开并设定了立陶宛和波兰之间的边界线，根据该边界线维尔纽斯归属于波兰。立陶宛当局拒绝接受该决议，并正式和波兰交战，该战事一直持续到1927年。直到1938年波兰最后通牒发生后，立陶宛重新和波兰建立了外交关系，并因此从事实上接受了边界设定。

### 哥倫比亞和秘魯

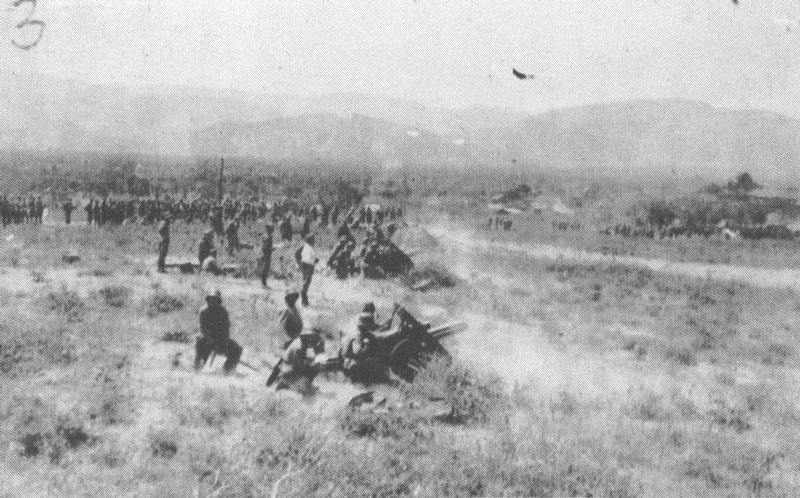
哥倫比亞軍隊正反抗來自秘魯的攻擊

二十世紀初，哥倫比亞與秘魯之間存有許多邊界爭議。直至1922年，雙方政府簽署所羅門－羅薩諾條約以解決紛爭。按照條約中的約定，秘魯要將萊蒂西亞的邊城以及周遭割讓給哥倫比亞，這使得哥倫比亞有權通行亞馬遜河。1932年9月1日，來自秘魯橡膠和製糖業的商界領袖，因土地轉讓至哥倫比亞所引致的領土損失，而組織武裝接管萊蒂西亞。秘魯不承認這軍事接管行為，但總統路易斯·塞羅卻決定抵抗哥倫比亞人的重新佔領。秘魯軍隊隨後在一場軍事衝突中佔領萊蒂西亞。經過數月的外交爭論後，兩國政府接受國聯提出的調解，他們的代表亦向國聯理事會呈報事件。1933年5月，雙方簽署臨時和平協議，在進行雙邊談判時，將有爭議的領土交予國聯控制1934年5月，最後和平協議正式簽定，秘魯將萊蒂西亞交還予哥倫比亞，並對1932年的入侵事件正式道歉，以及承諾在該地實行非軍事化、給予哥倫比亞在亞馬遜河和普圖馬約河的自由航行權、及互不侵犯。

### 薩爾
薩爾是普魯士及普法爾茨地區的一部分，根據凡爾賽條約的規定由國際聯盟託管。按照託管條款，15年後薩爾將舉行一場全民公投以決定要歸屬於德國或是法國。虽然希特勒宣传“德法两国应永久从他们生活中排除武力，一旦萨尔回归德国，德法之间就不会再有领土冲突”，但随着纳粹上台与1933年10月德国宣布退出国联，局势仍然趋于紧张。公投前夕在法国的外交操作下，国联历史上唯一一次组织了一支中立国国际维和部队进驻萨尔。最终公投於1935年1月13日和平舉行，90.3%的選民支持成為德國的一部分，該結果很快地就被國際聯盟理事會批准。

## 其他衝突
除了领土争端，国际联盟也试图干预其他国际与国内冲突。它成功地打击了鸦片和性奴的交易，以及改善了难民的处境，特别是在1926年前的土耳其。在后一方面的革新之一则是在1922年推出的，予以无国籍难民的第一个国际公认的身份证明——南森护照。

### 希腊及保加利亚
在1925年10月希臘和保加利亞邊境哨兵事件後，雙方便开始发生冲突。事件發生後三天，希臘軍隊入侵保加利亞。保加利亞政府下令其部隊只作象徵式反抗，並在邊境地區撤走約10000至15000人，並相信國聯會協助解決爭端。國聯對希臘的入侵作出譴責，並呼籲希臘从保加利亞撤军，并向其作出賠償。

### 利比里亚
美國橡膠製造大廠凡士通被控訴強迫勞動及美國控訴奴隸販運，賴比瑞亞政府要求國際聯盟進行調查，由國際聯盟、美國及賴比瑞亞指定委員組成委員會進行調查，國際聯盟於1930年確認奴役及強迫勞動事實並發布報告，指出許多政府官員參與契約工交易並建議以之取代美裔及歐裔賴比瑞亞勞工，造成賴比瑞亞國內不滿，致使當時總統查爾斯·金及副總統辭職，利比里亚政府禁止强迫劳动和奴役，并要求美国帮助社会改革。

### 九一八事變

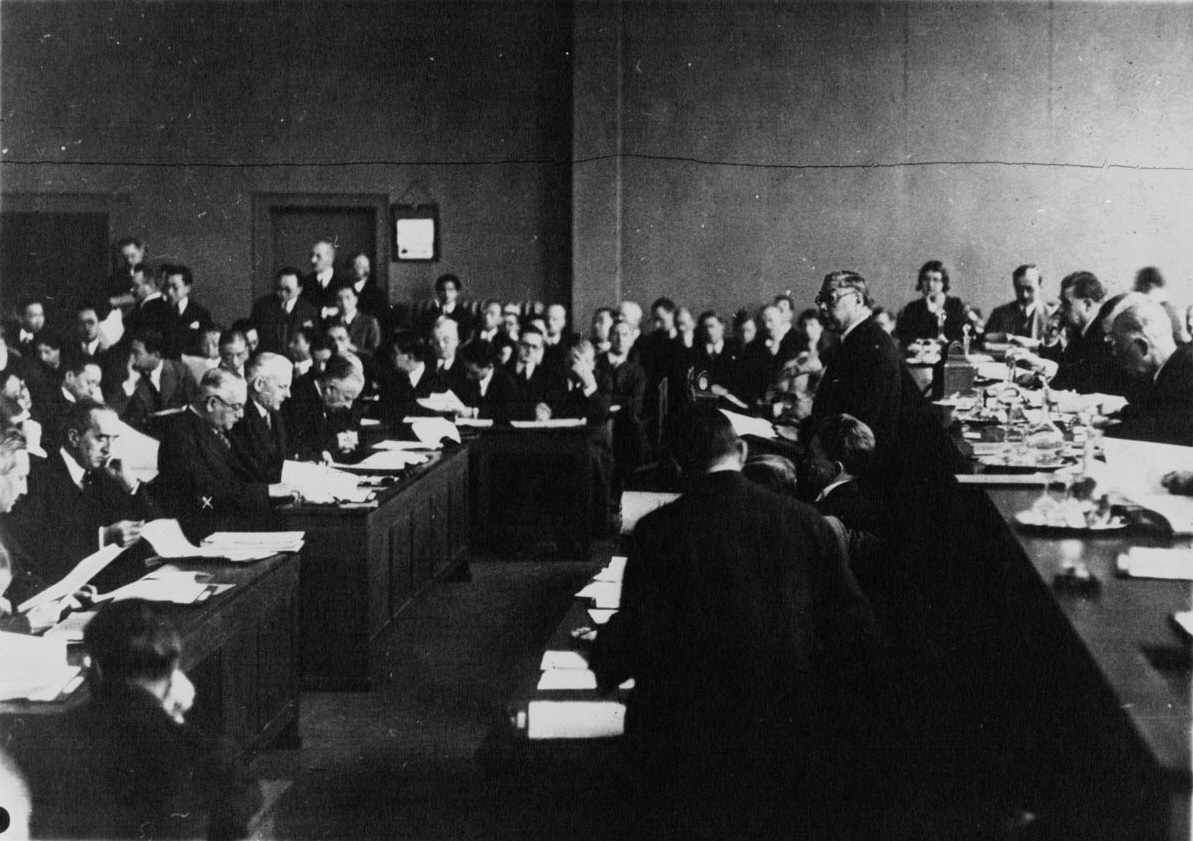
1932年中國代表和國際聯盟討論滿州事變。

九一八事變被視為是國聯的重大挫折之一，因為國聯的主要成員未有就此事對日本采取強硬措施，日本也借此退出國聯，而中國雖然不承認滿洲國，但是也無法收復滿洲。
最初中國與日本簽訂的條約訂明，日本政府有權在南滿鐵路周圍駐軍。1931年9月18日晚上約10時20分，日軍關東軍派部隊長官、柳條湖分遣隊隊長河本末守中尉為首的一個小分隊，炸毀了南滿鐵路在奉天府（今沈陽市）北面約7.5公里處的柳條湖的區間，並以「反擊中國的襲擊」為由，派兵佔領奉天與中國東北地區。1932年1月28日，日軍又藉華人毆打日本僧侶及抵制日貨為名，派遣空軍和海軍對上海進行了一個多月的攻擊。在轉移了國際社會的注意後，日軍於3月1日成立滿洲國，扶植清朝遜帝溥儀為滿洲國皇帝。
1931年9月21日，中國駐國際聯盟代表施肇基照會國聯秘書長埃里克·德拉蒙德爵士（時譯德蘭孟）。其後，國聯同意施肇基博士的要求，並成立以李頓爵士為首的國聯調查團。當調查團於12月到達奉天時，當地中國人民都表示日軍非法佔領滿洲，而日本則對國聯宣稱其行動目的是維持該區和平。1932年9月4日，調查團在北平簽署了調查報告書，寫明「日本佔領行為是錯誤的」及「滿洲須交還予中國」，並將其送回日內瓦。投票前，日本威脅大會將進行更多侵略行動，但最後國聯在大會以42票對1票（1票為日本，另有暹羅投棄權票）通過了以李頓報告書為基礎的聲明，否認滿洲國的合法地位，並要求日本交還滿洲給中國。為此，日本於1933年3月27日宣布退出國聯。
根據國聯條約，國聯應對日本實行經濟制裁，但國聯未有實行此事，其中一個主要原因是美國並非國聯成員。即使日本因受到制裁而不能與國聯會員國進行貿易，但仍然可以藉著與美國這個大國貿易而維持經濟水平。另外，國聯理論上可以組成軍隊進攻滿洲，但一些主要大國（如英國和法國）以專注內政（例如維持其殖民地現狀）為由拒絕，故未有成事，只是在上海遭到威脅時進行了斡旋。基於這些原因，日本得以繼續侵佔東北地區，直至二戰完結時由蘇聯紅軍佔領該區及交還中國為止。

### 大廈谷戰爭
1932年時，國際聯盟未能阻止玻利維亞和巴拉圭搶奪大廈谷的戰爭。雖然該地區人煙稀少，但巴拉圭河位在該地區內，它是該地區內陸國進出大西洋的重要途徑，並且有說法認為，大廈谷地區含有豐富的石油資源——雖然事後證明並非如此。整個地區不斷發生衝突，到1920年代末期逐漸加劇，終於在1932年爆發了大厦谷战争。
巴拉圭主動向國聯請援，但國聯以「所有美洲事務應由泛美會議處理」為由拒絕採取行動。1933年5月20日，国联终于决定介入调停，但是交战两国突然提出将与四个邻国（阿根廷、巴西、智利、秘鲁）而非国联商讨解决方案，在四国最终拒绝提议后，行程被耽搁国联委员会最终于11月抵达南美。此时战争形势急转直下，战场上取得了重大进展的巴拉圭拒绝了和平提议，并在武器禁运和制裁威胁下宣布退出国联。战争中雙方均遭受了巨大的損失，雙方共損失9萬餘士兵，其中玻方約57,000人，巴方約36,000人，因為各方死亡人數佔其總人口甚多，使這兩個國家面臨崩潰的邊緣。雙方最後於1935年6月12日在阿根廷、美國及其他南美國家的調解下達成停火協議，7月21日，雙方簽訂《布宜諾斯艾利斯和約》，巴拉圭獲得北格蘭查科地區的大部份土地。

### 意大利入侵阿比西尼亚

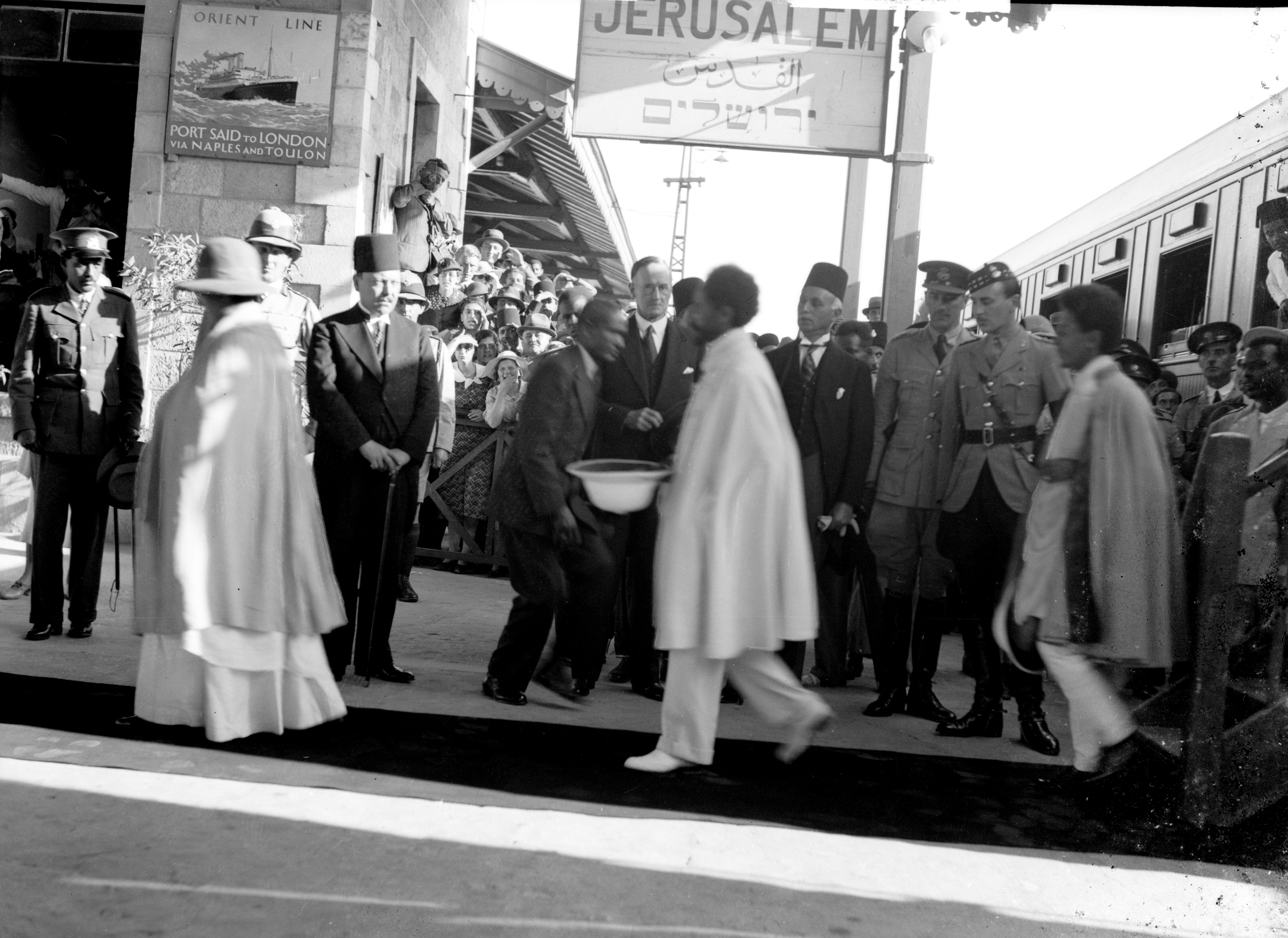
海尔·塞拉西一世取道耶路撒冷逃离埃塞俄比亚

1935年10月，意大利王國首相贝尼托·墨索里尼命令40万軍隊自意屬厄利垂亞及意屬索馬里入侵阿比西尼亚（埃塞俄比亚）。佩特罗·巴多格里奥元帅從1935年11月的戰爭，並下令轟炸阿比西尼亞，使用化學武器例如芥子毒气，並且在供水裡下毒，包括未設防衛的村莊和醫療設施。1936年5月，现代化的意大利皇家陆军击败装备简陋的阿比西尼亚人，攻占首都亚的斯亚贝巴，埃塞俄比亚皇帝海尔·塞拉西一世仓皇出逃。
1935年11月，国际联盟谴责意大利发动侵略，采取经济制裁。但由于忽略禁售或关闭实际上由英国控制的苏伊士运河，制裁基本上无效。 英国首相斯坦利·鲍德温后来表示，这算是终极手段了，因为当时所有人手头上的军队都无法抗衡意大利的袭击。1935年10月，美国总统富兰克林·德拉诺·罗斯福施行新近通过的中立法， 双边实行武器和弹药禁运，但向交战的意大利人进一步延长了“道义禁运”，包括其他贸易品。同年10月5日及后来的1936年2月29日，带着些少成果，美国竭力将石油等原料的出口恢复到和平时期水平。联盟于1936年7月4日解除禁运，但到那时意大利已经取得阿比西尼亚城区的控制权。
1935年12月，英国外交大臣塞缪尔·霍尔和法国总理皮埃尔·赖伐尔推出霍爾-賴伐爾協定，提议划分为意大利占领区和阿比西尼亚占领区，尝试结束阿比西尼亚冲突。就在墨索里尼准备签约时，协定走漏风声。英国和法国民众群情抗议，表示协定出售了阿比西尼亚。霍尔和赖伐尔被迫辞职，英国和法国政府断绝与两人的关系。1936年6月，海尔·塞拉西一世打破国家元首亲自致函国际联盟议会的先例，恳请联盟保护他的国家。
阿比西尼亚危机证明，国际联盟会被成员国的自身利益所左右。制裁不够严厉的原因之一就是英法两国都担心太过严厉的制裁会驱使墨索里尼同希特勒结盟。

### 西班牙内战
1936年7月17日，西班牙军队发动政变，引发第二共和政府军同保守派反共国民军势力之间的长期内战，其中国民军将领大多是保守派的西军将领，意图推翻當時政权，而政府军则效忠新当选的左派政权。9月，西班牙时任外交大臣胡利奥·阿尔瓦雷斯·德尔巴约向国联发出呼吁，希望国联以武力保卫西国的领土完整和政治独立。而国联并未干涉内战，亦沒有阻碍他国的干涉。希特勒和墨索里尼随后继续全力援助弗朗西斯科·佛朗哥的国民军，而苏联则支援西班牙共和政府。1937年2月，国联宣布禁止外国志愿军国际纵队介入内战，但僅具象徵意義。

### 中国抗日战争
早在20世纪30年代，中日之间的局部冲突便连續不断。1937年7月7日，七七事变爆发，日本开始全面侵华。:304-3159月12日，中国代表顾维钧呼吁国际联盟尽快干预。西方国家非常同情中国與侵华日军之間的斗争，尤其因為上海发生的淞沪会战时有为数不少的外国人在上海公共租界面臨日本的威脅。但是，国际联盟无法为中国提供任何帮助。10月4日，国际联盟决定将中日冲突事宜交给在布鲁塞尔举行的九国公约会议。

### 意大利入侵阿爾巴尼亞
國聯譴責了意大利於1939年4月7日的入侵行動，但實際上完全沒有行動，而意大利早於1937年退出。4月12日阿爾巴尼亞全境被佔領。

### 冬季戰爭
1939年11月30日蘇聯跟據德蘇互不侵犯條約入侵芬蘭，为此12月14日國聯决定将蘇聯开除出國際聯盟。1940年3月芬蘇停戰。

## 裁军失败
国际联盟的八号文件需要各国裁减到“能维护国土安全并执行常规国际义务”的最低军备。联盟为这一指示花费了相当长的时间和相当多的精力，尽管他们并不确定这样大规模的裁军是否有必要或是是否能实现。凡尔赛合约的相关条款也需要协约国实施相应的裁军政策，这个施加在防御国的武装力量的限制被认为是迈向大范围裁军的第一步。根据条约，联盟需要为每一个国家制定裁军计划。1926年，理事会为1932年到1934年间的世界裁军会议建立了特定的委员会。1928年，以防止战事发生为目的非战公约被拟定并签署。1932年，来自60个成员国的代表们在日内瓦召开世界裁军会议，为期一年（后来又延长了几个月）的中止军备扩张的计划在此会议被提出。裁军委员会的关于限制海军规模的提议也获得了法国，意大利，西班牙，日本和英国的初步同意。
但事实上，很多成员对此问题持有不同看法。在不能确保被进攻时一定会得到军事支援的情况下，法国不情愿进行裁军。波兰和捷克斯洛伐克认为他们的西部防线很薄弱，所以希望在联盟在他们裁军之前先削弱侵略国的力量。如果没有这样的保障，他们将不会冒着被德国进攻的风险裁军。一战后，德国军事力量的恢复，尤其是1933年希特勒的上台让大家感到恐慌；德国妄图撕毁凡尔赛合约重建军队的倾向让法国更不愿裁军。
最终结果表明，委员会并没有能力制止20世纪30年代德国、意大利、西班牙和日本的军事扩张。1933年，日本拒绝服从联盟的审判并以此退出联盟；同年，德国也以要和法国的军事力量保持一致为借口发展军队；1937年，日本和意大利同样采用了类似的说辞。这些都表明了联盟初衷的失败。1939年冬季战争后，苏联被国联除名，此为他们所做的最后一项重大决策。
此外，在面对曾被凡尔赛条约明令禁止的将会导致第二次世界大战发生的重大事件，如希特勒授意的莱茵兰重军事化事件，占领蘇台德地區和奥地利的德奧合併事件时，國盟也几乎是默不作声的。

## 缺陷

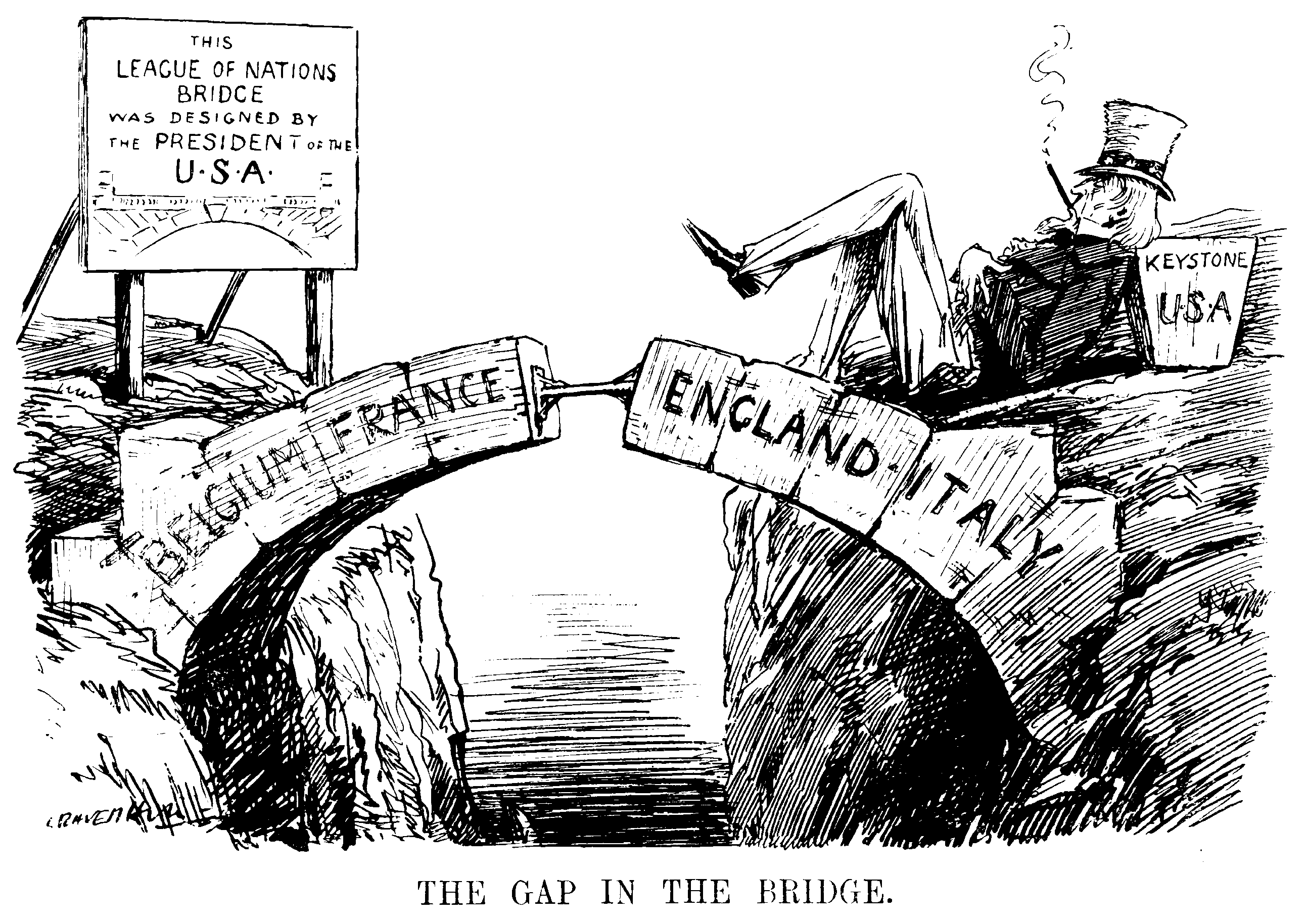
桥间间隙
标识牌中写到：「本国际联盟桥由美国总统设计」。本漫画选自1920年12月10日的《Punch》杂志，讽刺美国不加入国际联盟带来的间隙。

第二次世界大战的爆发预示着国际联盟避免世界大战再次爆发的初衷失败了。失败的原因是多方面的，而且很多原因都暴露了这个组织本身的缺陷。此外，美国的不加入也削弱了联盟的力量。

### 起源与体系
国际联盟由协约国建立，它作为第一次世界大战结束后的和平协定之一部分，又被称为“胜利者联盟”。但联盟的中立立场显示出它在决策中的优柔寡断与无力的一面。每颁布一个新决议，都需要全体9个、后来增至15个理事会会员的一致同意，因此难以实施有效和决定性的行动。同时，下达决策过程缓慢，一些特定的决策甚至需要全体大会一致同意。这种状况主要源自于联盟的基本成员不愿意接受命运被其他国家决定的可能性，所以通过了决策需要一致同意这个强制性需求，令他们可以有效地行使否决权。

### 国际影响力
国际影响力是联盟长期以来一直存在的问题。尽管它很想囊括所有国家，但很多都宣称永不加入，或只是短期加入。一个有代表性的例子就是美国。虽然伍德罗·威尔逊总统对联盟的成立和体系的确立有着深远影响，但是美国参议院于1919年11月19日的投票结果表示他们不会加入联盟。男爵夫人鲁斯·亨尼指出，如果当时美国加入了联盟，美国对英法两国提供的支持，会使他们更有安全感，这种安全保障可以让他们在对抗德国时更全面的进行协作，从而降低纳粹党势力崛起的可能性。同时，亨尼也承认，如果美国加入了联盟，他对同欧洲参战或者实施经济制裁的不情愿的态度也会影响联盟的处理国际事件的能力。美國聯邦政府的架构也会让它的成员身份变得棘手，因为如果没有美国国会的预先同意，联盟的美国的代表们可能就无法以行政机构的名义做决策。
1920年1月，在国际联盟刚成立的时候，德国作为一战的侵略国是禁止加入的。俄罗斯苏维埃联邦社会主义共和国作为共产主义政体起初也不受欢迎。20世纪三十年代，中坚力量的离开使联盟逐渐衰落：日本的常任理事国身份于1933年因联盟发声反对其对满洲的侵略时被撤销，意大利的常任理事国身份在1937年被撤销，西班牙的常任理事国身份在1939年被撤销。德国在被接纳后也一度因为被视作“和平友爱的国家”，并于1926年被任命为常任理事国，但阿道夫·希特勒上台后，德国在1933年退出了国联。

### 集体安全
另一个无法忽视的缺陷是，维护自己的国际关系和维护“集体安全”这个建立初衷间的矛盾。联盟设立的集体安全体系从某种程度来讲会损害国家利益，因为它需要成员们在必要时期与平时并没有密切关系的国家联合起来对抗自己的友好国家。这个缺陷在阿比西尼亚危机被暴露出来。在阿比西尼亚抵御意大利的侵略，并向联盟呼吁对其实施仲裁的时候，英法两国本应履行联盟成员的职责进行支援。但他们考虑到自己需要意大利的力量来维护国土安全，最后，仲裁委员并没有对任何一方追究责任。
在1936年6月23日，当人们真正意识到联盟已经开始崩解并且试图阻止意大利对阿比西尼亚的侵略的时候，英国首相（British Prime Minister）斯坦利·鲍德温对他的英国下议院说到集体安全：
最终失败了，因为没有一个欧洲国家愿意真的去实施，那个称之为“军事制裁”的行动......通过这几周的形势我们发现，除了侵略国，没有人对这场战争有所准备......集体安全的概念应该被付诸行动而不只是嘴上说说。我们应该为战争做好准备，并且随时处于战备状态。这很可怕，但为了集体安全，我们必须这样做。
最终，面对希特勒的日益壮大的德意志军队，英法两国抛弃了集体安全方针而采取绥靖政策。
此外，1934年，当亞歷山大一世在马赛被暗杀后，国际联盟也是第一个以恐怖主义为议题讨论并揭露其阴谋的机构。其中的很多论述与观点都在九一一袭击事件得到证实。

### 反战主义与裁军
国际联盟自己并没有军队，所以决策实施时往往要借助某些强势成员国的力量。但大国们并不愿意这样做。联盟最重要的两个成员国英国和法国既不愿实施制裁，也不愿动用自己的军事力量来提供支援。一战结束后，和平主义的呼声在英法两国的人民和政府间高涨起来，其中，保守党极其不情愿看到英国在谈判时签署关于加入联盟的条约。联盟呼吁英国、法国和其他成员裁军并拥护集体安全的主张，在某些人看来，是在剥夺能维护自己主权的唯一强有力的力量。
当英国内阁在一战期间构想国际联盟这个概念时，内阁秘书长莫里斯·汉基常在记录里提过它。他曾说：“在我看来，这样的计划是很危险的，因为它将会给我们带来一种不切实际的安全感。”他认为那些盲目信任条约的想法是妄想，并声称：
国际联盟必将崩解。拖延的时间越久，我们停滞不前的时间就越久。联盟把强大的力量交付到了那些善良的理想主义者手上。每个政府都有这样的人。他们会缩减军费支出。长此以往，这个国家就会陷入劣势。
外交大臣艾尔·克劳曾向内阁发便函，信中提到：“这个貌似庄严的契约，本质上不过是个普通条约”，“能有什么手段保证它不会像其他条约一样被撕毁呢？”克劳又继续怀疑针对侵略国的“协同行动承诺书”，认为自身利益和权力的平衡仍旧会决定一个国家的行为。他也批评了联盟关于经济制裁的提议，认为它是无效的，“说白了就只是军事优势的问题”。同时他还警告，大范围裁军是不切实际的。

## 解体和遗产

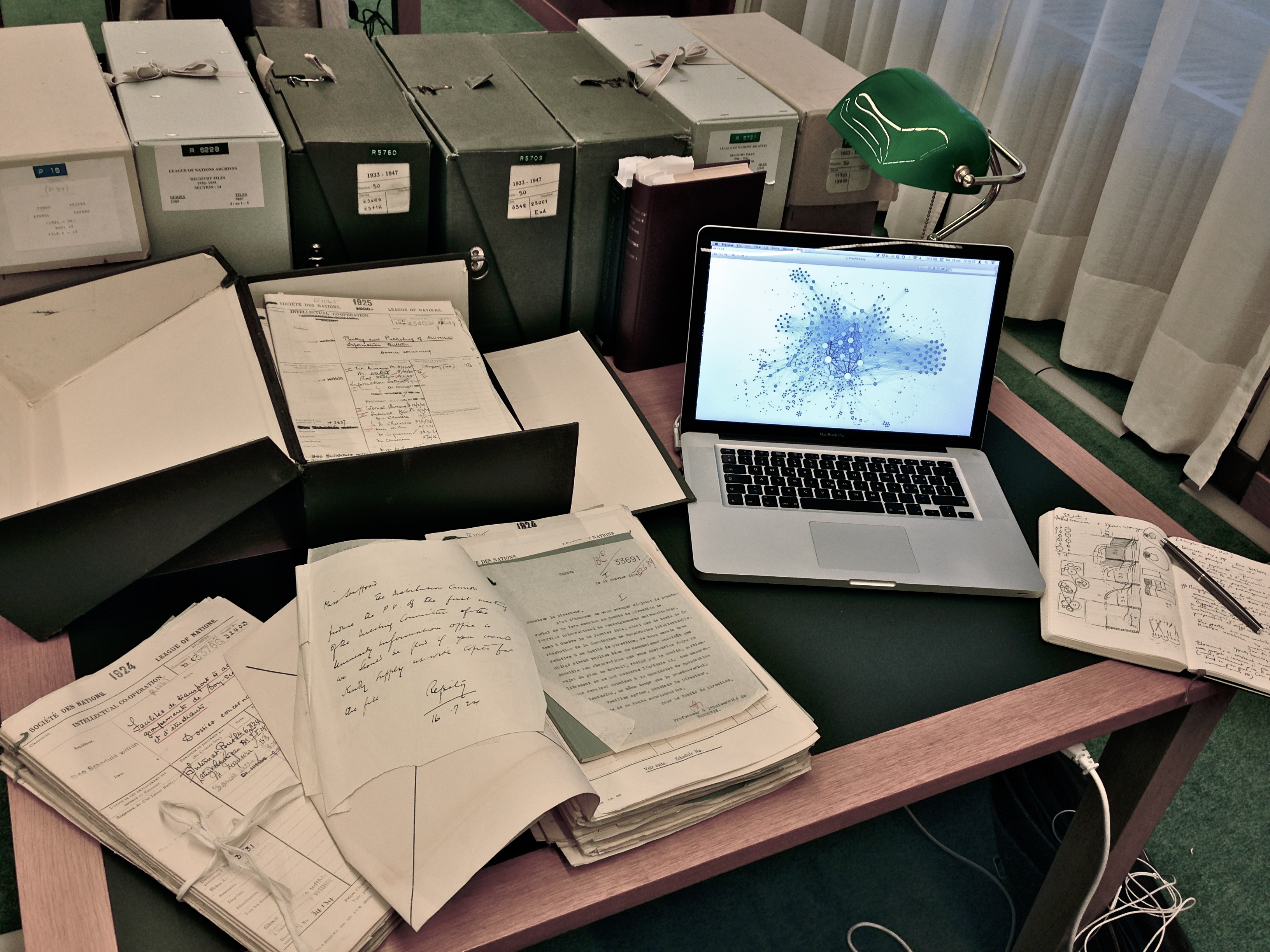
联合国日内瓦办事处保存的国际联盟档案

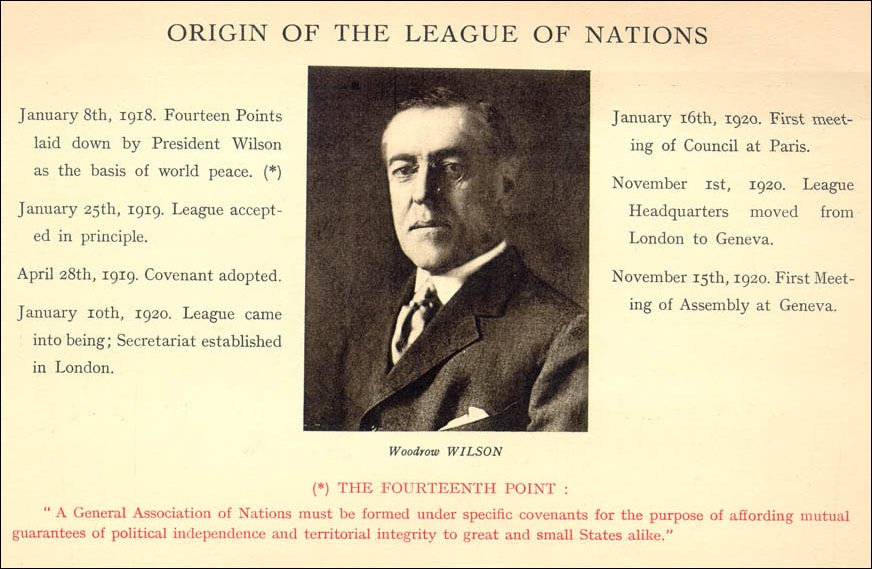
一張描述美國總統威尔逊及「國聯的起源」的紀念卡

随着欧洲的局势升级为战争状态，大会在1938年9月30日至1939年12月14日之间向秘书长转交了足够的权力，来使得联盟得以继续合法存在并且采取更少的行动。联盟的总部万国宫被闲置了将近六年，一直到第二次世界大战结束为止。
在1943年的德黑兰会议上，同盟國同意建立“联合国”以取代國聯。國際勞工組織等國聯的機構仍繼續運作，最终成為了聯合國的附屬組織。联合国组织的设计者打算让联合国比国联更有效。
国联的最后一次会议在1946年4月18日于日内瓦举行。来自34个国家的代表出席了此次大会。这次会议关于清算国联：国联在1946年把价值约22,000,000美元的资产（包括万国宫和国联的档案）转让给了联合国，归还了各国对他们的资助，还清了所有债务。罗伯特·塞西尔对这最后一次会议发表讲话道：
讓我們鄭重聲明，無論發生在何處，無論辯護方式為何種，侵略都是一項國際罪行；每個愛好和平的國家都有責任唾棄之，並使用一切必要的武力粉碎之；《憲章》的機制毫不遜於《公約》的機制，如果運用得當，足以達到此目的；每個國家的每位善良的公民都應隨時準備為維護和平作出任何犧牲……我謹此請求各位垂聽：維護和平的偉業，並不止於我們所屬國家的狹隘利益，而更維繫於那些不論國家還是個人都仰賴的是非對錯原則。
國際聯盟已死。聯合國萬歲。

大会通过了一项决议：“从本次大会闭会之日之次日（即4月19日）起，除了本决议规定的唯一的清算目的外，国际联盟将停止存在。”一个由九名来自不同国家的人组成的清算委员会在接下来的15个月里监视着国际联盟的资产和功能向联合国以及其专门机构的转移过程，最终于1947年7月31日自我解散。 
大衛·甘迺迪教授將國際聯盟的成立描寫為「與一戰前的各種法律、政治手段相對，是一個全世界決定『制度化』地處理國際事務的獨特時刻」。第二次世界大战中的主要同盟国（英国、苏联、法国、美国、中华民国）在1946年成为联合国安全理事会的常任理事国。安全理事会的决定对联合国的所有成员皆有约束力；然而，不像在国际联盟的理事会那样，全体一致的决定已不再需要。安全理事会常任理事国可以通过一票否决权保护自己的关键利益。
与国联类似，联合国并没有自己的常备武装部队，但它呼吁成员国为武装干预作出贡献，例子包括朝鲜战争和在前南斯拉夫社会主义联邦共和国的军事行动。

### 引用
1. ↑  Christian, Tomuschat. . Martinus Nijhoff LOLPublishers. 1995: 77  [2017-04-18]. ISBN 9789041101457. （原始内容存档于2021-01-01）.
2. ↑  . The Avalon Project.   [2011-08-30]. （原始内容存档于2011-07-26）.
3. ↑  See Article 23, .   [2017-04-18]. （原始内容存档于2011-07-26）., .   [2017-04-18]. （原始内容存档于2010-01-19）. and Minority Rights Treaties（英语：Minority Treaties）.
4. ↑  右灰. . 雲書bestbook.   [2017-04-18]. （原始内容存档于2021-01-03） （中文（繁體））.
5. ↑  Knock, Thomas J. . Princeton, NJ: Princeton University Press. 1995: 263. ISBN 0691001502.
6. ↑  Jahanpour, Farhang.  (PDF). Transnational Foundation of Peace and Future Research: 2.   [2008-06-27]. （原始内容存档 (PDF)于2014-07-27）. The League is very good when sparrows shout, but no good at all when eagles fall out.
7. ↑  . 中国法制出版社. 2005: p. 285. ISBN 9787801825162 （中文）.
8. ↑  Skirbekk & Gilje 2001，第288頁.
9. ↑  Kant, Immanuel. . Constitution Society. 1795  [2011-08-30]. （原始内容存档于2019-09-30）.
10. ↑  Reichard 2006，第9頁.
11. ↑  Rapoport 1995，第498–500頁.
12. ↑  Bouchet-Saulnier, Brav & Olivier 2007，第14–134頁.
13. ↑  Northedge 1986，第10頁.
14. ↑  . The United Nations Office at Geneva.   [2008-06-14]. （原始内容存档于2008-12-09）.
15. ↑  Bell 2007，第15-17頁.
16. ↑  Northedge 1986，第1-2頁.
17. ↑  Bell 2007，第16頁.
18. ↑  Archer 2001，第14頁.
19. ↑  Northedge 1986，第1頁.
20. ↑  Bell 2007，第8頁.
21. 1 2 3  Northedge, F. S. . Leicester University Press. 1986. ISBN 0-7185-1194-8.
22. ↑  Sir Alfred Eckhard Zimmern. . Russell & Russell. 1969: 13–22  [2017-04-18]. （原始内容存档于2019-05-02）.
23. ↑  . The University of Wisconsin Press. JSTOR 2705943.
24. ↑  Leonard Woolf. . BiblioBazaar. 2010  [2017-04-18]. ISBN 9781177952934. （原始内容存档于2019-05-02）.
25. 1 2 3 4  . American History.   [2013-12-10]. （原始内容存档于2013-12-19）.
26. ↑   (PDF). Journal of Global History.   [2017-04-18]. （原始内容存档 (PDF)于2013-12-14）.
27. ↑  David Hunter Miller. . Johnson Reprint Corp. 1969  [2017-04-18]. （原始内容存档于2019-05-02）.
28. ↑  Magliveras 1999，第8頁.
29. ↑  Magliveras 1999，第8–12頁.
30. ↑  Northedge 1986，第35–36頁.
31. ↑  Levinovitz & Ringertz 2001，第170頁.
32. ↑  Northedge 1986，第85–89頁.
33. ↑  Michael E. Eidenmuller. . American Rhetoric. 1919-09-25  [2012-08-16]. （原始内容存档于2014-07-11）.
34. ↑  Scott 1973，第51頁.
35. ↑  Scott 1973，第67頁.
36. ↑  League of Nations Chronology （页面存档备份，存于）, The United Nations Office at Geneva
37. ↑  Burkman 1995
38. ↑  Kontra et. al. 1999, p. 32
39. ↑  Forster 1982，第173頁.
40. ↑  Kontra et al. 1999，第32頁.
41. ↑  Forster 1982，第171–76頁.
42. ↑  Forster 1982，第175頁.
43. 1 2  . FOTW Flags Of The World website. 2005-07-09  [2008-05-05]. （原始内容存档于2009-04-15）.
44. ↑  Northedge 1986，第48, 66頁.
45. ↑  . University of Indiana.   [2011-10-05]. （原始内容存档于2019-05-08）.
46. ↑  Northedge 1986，第48–49頁.
47. ↑  Northedge 1986，第53頁.
48. ↑  Northedge 1986，第48頁.
49. ↑  Northedge 1986，第42–48頁.
50. 1 2  . University of Indiana.   [2011-09-15]. （原始内容存档于2011-09-09）.
51. ↑  . League of Nations Official Journal. 1920, 1 (1): 18  [2021-01-19]. （原始内容存档于2021-01-01） （英语及法语）.
52. ↑  . University of Indiana.   [2011-09-15]. （原始内容存档于2011-09-27）.
53. 1 2  . The United Nations Office at Geneva.   [2008-05-18]. （原始内容存档于2008-12-09）.
54. ↑  Northedge 1986，第72頁.
55. ↑  Northedge 1986，第48–50頁.
56. ↑  Northedge 1986，第50頁.
57. ↑  . United Nations Office at Geneva.   [2011-09-15]. （原始内容存档于2019-05-03）.
58. ↑  . National Library of Medicine.   [2017-04-18]. （原始内容存档于2019-05-08）.
59. ↑  . National Library of Australia.   [2011-09-15]. （原始内容存档于2019-05-02）.
60. ↑  . United Nations Office at Geneva.   [2011-09-15]. （原始内容存档于2011-09-23）.
61. ↑  . University of Indiana.   [2011-09-15]. （原始内容存档于2011-08-27）.
62. 1 2  Northedge 1986，第179–80頁.
63. ↑  Scott 1973，第53頁.
64. ↑  Frowein & Rüdiger 2000，第167頁.
65. 1 2  . International Labour Organisation.   [2008-04-25]. （原始内容存档于2008-04-27）.
66. ↑  Northedge 1986，第182頁.
67. ↑  Baumslag 2005，第8頁.
68. ↑  Northedge 1986，第186–187頁.
69. ↑  Northedge 1986，第187–189頁.
70. ↑  McAllister 1999，第76–77頁.
71. 1 2  Northedge 1986，第185–86頁.
72. ↑  British Cabinet Paper 161(35)on the "Italo-Ethiopian Dispute" and exhibiting a "Report of the Inter-Departmental Committee on British interests in Ethiopia" dated 18 June 1935 and submitted to Cabinet by Sir John Maffey（英语：John Maffey, 1st Baron Rugby）
73. ↑  Northedge 1986，第166頁.
74. ↑  . Americana Corporation. 1976: 24.
75. ↑  . Nobel Media.   [2011-08-30]. （原始内容存档于2013-05-26）.
76. 1 2  Northedge 1986，第77頁.
77. ↑  Scott 1973，第59頁.
78. ↑  Torpey 2000，第129頁.
79. ↑  de Haan, Francisca. . UN Chronicle. United Nations. 2010-02-25  [2011-09-15]. （原始内容存档于2013-06-16）.
80. ↑  Hill, M. . 1946  [2020-02-16]. （原始内容存档于2021-01-03）.
81. ↑  . University of Indiana.   [2011-09-15]. （原始内容存档于2011-09-09）.
82. 1 2  Scott 1973，第312, 398頁.
83. 1 2  Magliveras 1999，第31頁.
84. ↑  Tripp 2002，第75頁.
85. ↑  Northedge 1986，第192–193頁.
86. ↑  Myers, Denys P. . Annals of the American Academy of Political and Social Science. July 1921, 96: 74–77. ISSN 0002-7162. doi:10.1177/000271622109600116 （英语）.
87. ↑  Northedge 1986，第193頁.
88. ↑  Northedge 1986，第198頁.
89. ↑  Northedge 1986，第195頁.
90. 1 2 3  伍朝光. . . 中华民国: 朝领学社. 1931年3月: 217  [2016-09-20] （中文（繁體））.
91. 1 2 3  League of Nations. . The Avalon Project at Yale Law School. 1924  [2009-04-20]. （原始内容存档于2011-07-26）.
92. ↑  Northedge 1986，第194–195頁.
93. ↑  Northedge 1986，第216頁.
94. ↑  . United Nations.   [2011-09-15]. （原始内容存档于2019-09-08）.
95. ↑  Northedge 1986，第73&ndash75頁.
96. ↑  Northedge 1986，第70–72頁.
97. ↑  Henig 1973，第170.頁.
98. 1 2  Scott 1973，第60頁.
99. ↑  Northedge 1986，第77–78頁.
100. ↑  Scott 1973，第82–83頁.
101. ↑  Osmanczyk & Mango 2002，第2568頁.
102. 1 2  Northedge 1986，第88頁.
103. ↑  Scott 1973，第83頁.
104. ↑  Northedge 1986，第103–105頁.
105. ↑  Scott 1973，第86頁.
106. ↑  Scott 1973，第87頁.
107. ↑  Northedge 1986，第110頁.
108. ↑  Northedge 1986，第107頁.
109. ↑  Çaǧaptay, Soner. . Taylor & Francis. 2006: 117–121. ISBN 978-0-415-38458-2.
110. ↑  Scott 1973，第133頁.
111. ↑  Northedge 1986，第107–108頁.
112. ↑  Scott 1973，第131–135頁.
113. 1 2 3  Northedge 1986，第78頁.
114. ↑  Scott 1973，第61頁.
115. ↑  Scott 1973，第62頁.
116. ↑  Scott 1973，第63頁.
117. ↑  Northedge 1986，第78–79頁.
118. ↑  Bell 2007，第29頁.
119. ↑  Crampton 1996，第93頁.
120. ↑  Osmanczyk & Mango 2002，第1314頁.
121. ↑  Scott 1973，第249頁.
122. ↑  Bethell 1991, pp. 414-415
123. ↑  Scott 1973, p. 250
124. ↑  Scott 1973, p. 251
125. ↑  Hudson, Manley (编). . World Peace Foundation. 1934: 1–13.
126. ↑  华尔脱斯 & 封振声 1964，第73-86頁.
127. ↑  Northedge 1986，第143–157頁.
128. ↑  Churchill 1986，第98頁.
129. ↑  . United Nations.   [2011-09-15]. （原始内容存档于2011-11-10）.
130. 1 2  Northedge 1986，第112頁.
131. ↑  Scott 1973，第126–127頁.
132. ↑  Miers 2003，第140–141頁.
133. 1 2  Miers 2003，第188頁.
134. ↑  Du Bois, W.E. Burghardt. . Foreign Affairs. July 1933, 11 (4): 682–95. JSTOR 20030546. doi:10.2307/20030546.
135. ↑  Northedge 1986, p. 138
136. 1 2  Iriye 1987, p.8
137. 1 2  Scott 1973, p. 208
138. ↑  Nish 1977, p.176-178
139. ↑  Northedge 1986, p.139
140. ↑  Scott 1973，第242–243頁.
141. ↑  Levy 2001，第21–22頁.
142. ↑  华尔脱斯 & 封振声，第73-86頁.
143. ↑  Scott 1973，第248頁.
144. ↑  Scheina 2003，第103頁.
145. 1 2  Northedge 1986，第222–225頁.
146. ↑  Hill & Garvey 1995，第629頁.
147. ↑  Northedge 1986，第221頁.
148. ↑  Baer 1976，第245頁.
149. 1 2  . Library of Congress. 1944: 97.
150. ↑  Baer 1976，第71頁.
151. ↑  Baer 1976，第298頁.
152. ↑  Baer 1976，第121–155頁.
153. ↑  Haile Selassie I. . Black King.   [2008-06-06]. （原始内容存档于2008-03-25）.
154. ↑  Baer 1976，第303頁.
155. ↑  Baer 1976，第77頁.
156. ↑  Lannon 2002，第25–29頁.
157. ↑  Northedge 1986，第264–265, 269–270頁.
158. ↑  郭汝瑰、黃玉章. . . 江蘇人民出版社. 2005年1月  [2017-04-18]. （原始内容存档于2016-10-14）.
159. ↑  Northedge 1986，第270頁.
160. ↑  van Slyke, Lyman (编). . Stanford University Press. 1967: 10.
161. ↑  . Mount Holyoke University.   [2011-09-15]. （原始内容存档于2011-08-31）.
162. ↑  League of Nations. . The Avalon Project at Yale Law School. 1924  [2006-05-17]. （原始内容存档于2016-04-15）.
163. 1 2  Northedge 1986，第113, 123頁.
164. ↑  Goldblat 2002，第24頁.
165. 1 2  Northedge 1986，第114頁.
166. ↑  Henig 1973，第173頁.
167. ↑  Harries, Meirion and Susie. . : 163. ISBN 0-394-56935-0.
168. ↑  Northedge 1986，第47, 133頁.
169. ↑  Northedge 1986，第273頁.
170. ↑  Northedge 1986，第276–278頁.
171. ↑  Gorodetsky 1994，第26頁.
172. ↑  Raffo 1974，第1頁.
173. ↑  Birn, Donald S. . Clarendon Press. 1981: 226–227. ISBN 0-19-822650-0.
174. ↑  Northedge 1986，第279–282, 288–292頁.
175. ↑  Knock 1995，第263頁.
176. 1 2  Henig 1973，第175頁.
177. ↑  Henig 1973，第176頁.
178. ↑  McDonough 1997，第62頁.
179. ↑  McDonough 1997，第69頁.
180. 1 2  Northedge 1986，第253頁.
181. ↑  Northedge 1986，第253–254頁.
182. ↑  Northedge 1986，第254頁.
183. ↑  McDonough 1997，第74頁.
184. ↑  Ditrych, Ondrej.  'International Terrorism' as Conspiracy: Debating Terrorism in the League of Nations. Historical Social Research（英语：Historical Social Research） Vol. 38, 1 (2013).
185. ↑  McDonough 1997，第54–5頁.
186. ↑  Northedge 1986，第238–240頁.
187. ↑  Northedge 1986，第134–135頁.
188. 1 2 3  Barnett 1972，第245頁.
189. ↑  League of Nations archives, United Nations Office in Geneva. Network visualization and analysis published in Grandjean, Martin. . Les Cahiers du Numérique. 2014, 10 (3): 37–54  [2014-10-15]. doi:10.3166/lcn.10.3.37-54. （原始内容存档于2015-06-27）.
190. ↑  Scott 1973，第399頁.
191. ↑  Northedge 1986，第278–280頁.
192. ↑  League of Nations Chronology （页面存档备份，存于） Philip J. Strollo
193. 1 2 3  Scott 1973，第404頁.
194. ↑  
"League of Nations Ends, Gives Way to New U.N.", Syracuse Herald-American, 20 April 1946, p. 12
195. 1 2  Denys P. Myers. . The American Journal of International Law. 1948, 42 (2): 320–354. JSTOR 2193676. doi:10.2307/2193676.
196. ↑  Kennedy 1987.
197. ↑  Northedge 1986，第278–281頁.

## 延伸阅读
- Barros, James. The Corfu incident of 1923: Mussolini and the League of Nations (Princeton UP, 2015).
- Bendiner, Elmer. A Time of Angels: The Tragi-comic History of the League of Nations (1975).
- Borowy, Iris. Coming to terms with world health: the League of Nations Health Organisation 1921-1946 (Peter Lang, 2009).
- Burkman, Thomas W. Japan and the League of Nations: Empire and world order, 1914-1938 (U of Hawaii Press, 2008).
- Clavin, Patricia（英语：Patricia Clavin）. Securing the world economy: the reinvention of the League of Nations, 1920-1946 (Oxford UP, 2013).
- Cooper, John Milton（英语：Cooper, John Milton）. Breaking the Heart of the World: Woodrow Wilson and the Fight for the League of Nations (2001) 454pp excerpt and text search（页面存档备份，存于）
- Ditrych, Ondrej. "“International terrorism” in the League of Nations and the contemporary terrorism dispositif." Critical Studies on Terrorism 6#2 (2013): 225-240.
- Dykmann, Klaas. "How International was the Secretariat of the League of Nations?." International History Review 37#4 (2015): 721-744.
- Egerton, George W. . University of North Carolina Press. 1978. ISBN 0-807-81320-6.
- Gill, George. . Avery Publishing Group（英语：Avery Publishing）. 1996. ISBN 0-89529-637-3.
- Ginneken, Anique H.M. van. Historical Dictionary of the League of Nations (2006) excerpt and text search（页面存档备份，存于）
- Jenne, Erin K. Nested Security: Lessons in Conflict Management from the League of Nations and the European Union (Cornell UP, 2015).
- Kuehl, Warren F; Dunn, Lynne K. . 1997.
- Lloyd, Lorna. "“(O) n the side of justice and peace”: Canada on the League of Nations Council 1927–1930." Diplomacy & Statecraft 24#2 (2013): 171-191.
- McCarthy, Helen. The British People and the League of Nations: Democracy, citizenship and internationalism, c. 1918-45 (Oxford UP, 2011). online review （页面存档备份，存于）
- Malin, James C. . 1930: 5–82  [2010-08-08]. （原始内容存档于2012-05-28）.
- Marbeau, Michel. . Presses Universitaires de France. 2001. ISBN 2-13-051635-1 （法语）.
- Ostrower, Gary. . Avery Publishing Group（英语：Avery Publishing）. 1995. ISBN 0895296365.
- Swart, William J. "The League of Nations and the Irish Question." Sociological Quarterly 36.3 (1995): 465-481.
- Walters, Francis P. . Oxford University Press. 1952.
- Yearwood, Peter J. Guarantee of Peace: The League of Nations in British Policy 1914-1925 (Oxford UP, 2009).